# Ray Stevenson
George Raymond Stevenson (Lisburn, 25 de mayo de 1964-Lacco Ameno, 21 de mayo de 2023), más conocido como Ray Stevenson, fue un actor británico de cine y televisión. Llegó a la fama con su papel del legionario Tito Pullo en la serie de culto Roma (2004-2005), y luego desarrolló una mayor popularidad con sus interpretaciones del célebre capitán Barbanegra en la serie Black Sails (2014-2017), el antihéroe de comics Frank Castle/The Punisher en Punisher: War Zone (2008), el guerrero Volstagg en el Universo cinematográfico de Marvel (2011-2017), y el mafioso ucraniano Isaak Sirko en la séptima temporada de la serie Dexter.

## Biografía
Nacido en Lisburn, Irlanda del Norte, se trasladó con su familia a Lemington, Newcastle upon Tyne, Inglaterra, en 1972, y más tarde a Cramlington, Northumberland.
Desde niño estuvo interesado en ser actor, aunque comenzó su vida laboral como diseñador para una firma de arquitectos en Londres, hasta que a los 25 años pudo estudiar interpretación durante cuatro años en la compañía de teatro Bristol Old Vic.
En 1997 se casó con la actriz Ruth Gemmell, a quien conoció en la serie Band of Gold en 1995; sin embargo, después de ocho años de matrimonio, la pareja se divorció en el 2005.
Poco después, Ray comenzó a salir con la antropóloga italiana Elisabetta Caraccia, a quien conoció mientras filmaba la serie Roma. La pareja tuvo dos hijos, Sebastiano Derek Stevenson y Leonardo George Stevenson, nacidos en 2007 y 2011, respectivamente. 
La última aparición pública de Stevenson había sido cuando participó del encuentro de fanáticos de Star Wars organizado en Londres para hablar de su participación en la serie Ahsoka, que llegó a Disney+ en agosto de 2023. Allí el actor interpretó al malvado Baylan Skoll. Stevenson ya había participado anteriormente en las series animadas Star Wars: La guerra de los clones y Star Wars Rebels (ambas disponibles en Disney+). Con una carrera actoral que comenzó ya cumplidos los 25 años en Gran Bretaña, donde trabajó en televisión durante años, su gran oportunidad llegó en 2005, cuando después de un arduo proceso de casting fue elegido para protagonizar la serie Roma, una coproducción entre la BBC y HBO en la que interpretaba al carismático legionario Titus Pullo.
Murió el 21 de mayo de 2023 a los 58 años en la isla de Isquia, en Italia, a cuatro días de cumplir 59 años. No se conocen aún las causas del fallecimiento.

## Filmografía

### Cine
- The Theory of Flight (1998) como un gigoló.
- G:MT Greenwich Mean Time (1999) como Mr. Hardy.
- El rey Arturo (2004) como Dagonet.
- Punisher: War Zone (2008) como Frank Castle / The Punisher.
- Outpost (2008) como DC.
- Comando Balkart (2009) como Balkart.
- Cirque du Freak (2009) como Murlough.
- The Other Guys (Los otros dos en España, Policías de repuesto en Latinoamérica) (2010) como Roger Wesley.
- The Book of Eli (2010) como Redridge.[8]
- Los tres mosqueteros (2011) como Porthos.[9]
- Kill the Irishman (2011) como Danny Greene.[10][11]
- Thor (2011) como Volstagg.
- Infierno en Alabama (2012), de Billy Bob Thornton.
- G.I. Joe: Retaliation (2013) como Firefly.[12]
- Thor: The Dark World (2013) como Volstagg.
- Divergente (2014) como Marcus Eaton.
- Big Game (2015)
- The Transporter Legacy (2015)
- The Divergent Series: Insurgent (2015) como Marcus Eaton.
- Thor: Ragnarok (2017) como Volstagg.
- La piel fría (2017) como Gruner.
- Accident Man (2018) como Big Ray.
- RRR (2022) como Scott Buxton.
- Accident Man: Hitman's Holiday (2022) como Big Ray.
- Canary Black (2023) como Jarvis Hedlund

### Telefilmes
- The Return of the Native (1994) como Clym Yeobright.
- The Dwelling Place (1994) como Matthew Turnbull.
- Some Kind of Life (1995) como Steve.
- The Tide of Life (1996) como Larry Birch.
- Green-Eyed Monster (2001) como Alec.
- Life Line (2007) como Peter Brisco.

### Televisión
- Band of Gold (1995-1996).
- A Woman's Guide to Adultery.
- Peak Practice (1997).
- Drover's Gold (1997).
- City Central (1998-1999).
- The Bill (2000).
- Holby City (2000).
- Love in the 21st Century.
- Dalziel and Pascoe (2001).
- At Home with the Braithwaites.
- Murphy's Law (2003).
- Red Cap (2003).
- Waking the Dead (2004).
- Roma (2005-2007), como Tito Pullo.[13]
- Dexter (2012), como Isaak Sirko, un líder koshka de la mafia ucraniana.
- Vikingos (temporada 6), como Ohthere de Hålogaland.
- Black Sails (2016-2017) como Edward Teach (Barbanegra), un célebre pirata.
- ‘’Das Boot’’ (2018 s3 Perseverance) como Comandante Jack Swinburne)
- The Spanish Princess (2020), como el rey Jacobo IV de Escocia.
- Star Wars: The Clone Wars, como Gar Saxon.
- Ahsoka (2023), como Baylan Skoll.

### Teatro
- York Mystery Plays (2000).
- Mouth to Mouth (2001), como Roger.
- The Duchess of Malfi (2003).